# George Antheil
George Carl Johann Antheil, né le 8 juillet 1900 à Trenton, dans le New Jersey, et mort à New York le 12 février 1959, est un pianiste, compositeur et inventeur américain. Il a signé plusieurs musiques de film.

## Biographie
Fils de William et Wilhelmine Antheil, propriétaires d'un petit magasin de chaussures, George Antheil commence à étudier la composition à l'âge de 16 ans avec Constantin von Sternberg, un élève de Liszt, puis avec Ernest Bloch, avant que le manque de moyens ne l'oblige, en 1921, à chercher un mécène à Philadelphie. Sous la protection de Edward Bok, qui fonde l'Institut Curtis, Antheil prépare une tournée en Europe en tant que pianiste et compositeur.
En 1923, il s'installe à Paris et fréquente James Joyce, Ezra Pound, Ernest Hemingway, Man Ray, Fernand Léger, Erik Satie, Pablo Picasso, Gertrude Stein, Salvador Dalí, Igor Stravinsky... Le 4 octobre 1924, il fait ses débuts publics à Paris et se donne d'emblée la réputation d'« enfant terrible ».
En 1926 est créée l'œuvre à la fois zénith et nadir de sa carrière, Ballet mécanique, une composition pour seize pianos mécaniques, percussions, sonnettes électriques et hélices d'avion. Dans le projet initial, cette musique de ballet est accompagnée d'un film au titre homonyme réalisé par Dudley Murphy et Fernand Léger. Cette œuvre d'avant-garde reste sans lendemain et, après son échec lors de sa création américaine, George Antheil revient à un néo-classicisme avec le Concerto pour piano (1927).
Antheil quitte Paris pour Berlin. En 1930, la création de son opéra Transatlantic remporte un certain succès lors de sa présentation à Francfort. Mais les conditions économiques et l'avènement du nazisme le contraignent à retourner à New York. Pour subsister, il compose des musiques pour le théâtre et le cinéma, tout en travaillant comme journaliste et correspondant de guerre.
Installé à Hollywood, George Antheil compose sa Quatrième symphonie (1942) et de nombreuses musiques de film, notamment pour Place aux jeunes (1937) de Leo McCarey, L'Ange de Broadway (1940) de Ben Hecht et Lee Garmes, Une fille perdue (1946) de Alfred Santell, Les Ruelles du malheur (1949) de Nicholas Ray, Le Bagarreur du Kentucky (1949) de George Waggner, Les Insurgés (1949) de John Huston, House by the River (1950) de Fritz Lang, Le Violent (1950) de Nicholas Ray, L'Homme à l'affût (1952) de Edward Dmytryk, Le Jongleur (1953) de Edward Dmytryk, Pour que vivent les hommes (1955) de Stanley Kramer, Dementia (1955) de John Parker et Orgueil et Passion (1957) de Stanley Kramer.
En 1945, il publie son livre Bad Boy of Music à New York.
George Antheil est aussi connu comme ayant, avec l'actrice Hedy Lamarr, déposé le premier brevet d'un système de codage des transmissions appelé étalement de spectre, proposé alors pour le radioguidage des torpilles américaines durant la Seconde Guerre mondiale, bien qu'il ne fût pas appliqué.
George Antheil meurt d'une crise cardiaque à 58 ans.

## Œuvres
- 1919 : Lithuanian Night pour quatuor à cordes
- 1922 : Sonate pour piano no 2
- 1922 : Symphonie no 1 Zingareska. Créé par l'Orchestre philharmonique de Berlin sous la direction de Rudolf Schulz-Dornburg (1891–1949)
- 1922-1923 : Sonate Sauvage pour piano
- 1923 : Sonate pour violon no 1
- 1923 : Jazz Sonata
- 1923 : Woman Sonata
- 1923–25 (révisé en 1952–53) : Ballet mécanique pour orchestre, enclumes, hélices d'avion, sonnettes électriques, klaxons de voitures et pianos mécaniques
- 1924 : Printemps, I & II
- 1925 (révisée en 1953) : A Jazz symphony
- 1929 : Fighting the Waves (Musique de scène)
- 1930 : Transatlantic, opéra
- 1931–38 (révisée en 1943) : 2e symphonie
- 1932 : Concerto pour orchestre de chambre
- 1934 : Helen retires, comédie musicale
- 1935 : Dance in four parts. Chorégraphie par Martha Graham
- 1935 : Dreams. Chorégraphie par George Balanchine
- 1936-39 (révisée en 1946) : 3e symphonie American
- 1944 : 4e symphonie. Créé par l'Orchestre symphonique de la NBC sous la direction de Leopold Stokowski, le 13 février
- 1945 : Sonatine pour violon et piano
- 1946 : Concerto pour violon
- 1947 : 5e symphonie. Créée par l'Orchestre de Philadelphie sous la direction d’Eugene Ormandy, le 31 décembre 1948
- 1947 : Sonate pour piano no 3
- 1948 : 6e symphonie. Créé par l'Orchestre symphonique de San Francisco sous la direction de Pierre Monteux
- 1948 : McKonkey's Ferry
- 1948 : Sonate no 4 pour violon
- 1948 : Sonate pour piano no 4* 1950 : Sonate pour piano no 5
- 1949 : Tom Sawyer Overture

### Musiques de film
- 1936 : Une aventure de Buffalo Bill (The Plainsman), film américain réalisé par Cecil B. DeMille
- 1937 : Place aux jeunes (Make Way for Tomorrow), film américain réalisé par Leo McCarey
- 1938 : Les Flibustiers (The Buccaneer), film américain réalisé par Cecil B. DeMille
- 1940 : L'Ange de Broadway (Angels Over Broadway), film américain réalisé par Ben Hecht et Lee Garmes
- 1946 : Une fille perdue (That Brennan Girl), film américain réalisé par Alfred Santell
- 1947 : Repeat Performance, film américain réalisé par Alfred L. Werker
- 1949 : Les Ruelles du malheur (Knock on Any Door), film américain réalisé par Nicholas Ray
- 1949 : Le Bagarreur du Kentucky (The Fighting Kentuckian), film américain réalisé par George Waggner
- 1949 : Les Insurgés (We Were Strangers), film américain réalisé par John Huston
- 1949 : Tokyo Joe, film américain réalisé par Stuart Heisler
- 1950 : House by the River, film américain réalisé par Fritz Lang
- 1950 : Le Violent (In a Lonely Place), film américain réalisé par Nicholas Ray
- 1950 : Sirocco, film américain réalisé par Curtis Bernhardt
- 1952 : L'Homme à l'affût (The Sniper), film américain réalisé par Edward Dmytryk
- 1953 : Le Jongleur (The Juggler), film américain réalisé par Edward Dmytryk
- 1955 : Pour que vivent les hommes (Not as a Stranger), film américain réalisé par Stanley Kramer
- 1955 : Dementia, film américain réalisé par John Parker
- 1957 : Orgueil et Passion (The Pride and the Passion), film américain réalisé par Stanley Kramer
- 1957 : The Young Don't Cry, film américain réalisé par Alfred L. Werker